# Jens Evensen
Jens Evensen, född 5 november 1917, död 16 februari 2004, norsk socialdemokratisk havsrättsminister 1974-1979. 
Under sin tid som havsrättsminister såg Evensen till att Norge fick suveränitet över kontinentalsockeln väster om Norge, med dess rika olje- och gasfyndigheter. Evensen såg också till att utöka den norska fiskezonen. I förhandlingarna med Sovjetunionen angående Norra Ishavet och dess kontinentalsockel anses Evensen ha lyckats sluta ett för Norge fördelaktigt avtal.
Från 1972 arbetade dock den ökände sovjetspionen Arne Treholt som politiskt sakkunnig hos Jens Evensen.